# Marko Podraščanin

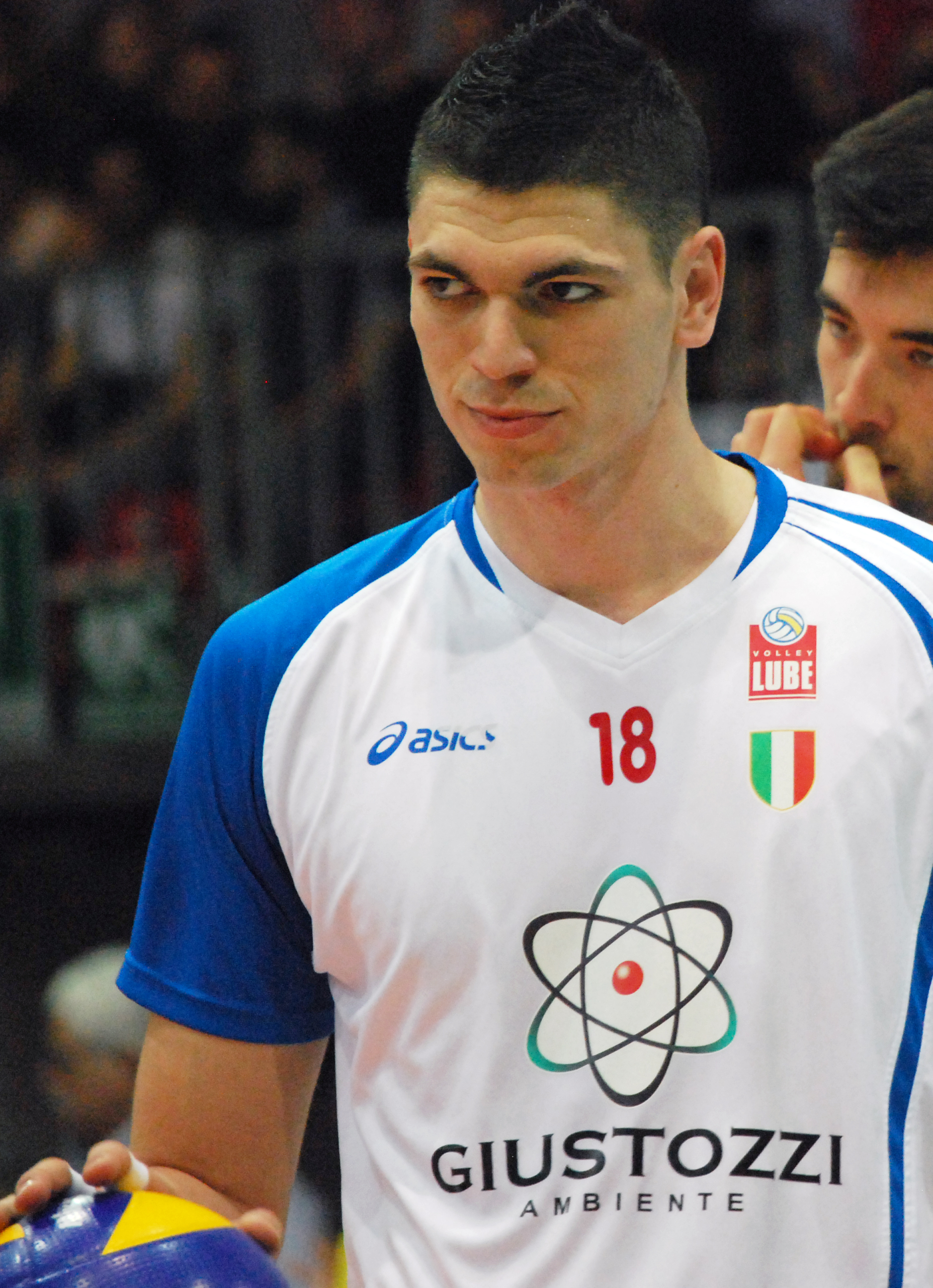
Marko Podraščanin zawodnikiem Cucine Lube Banca Marche Macerata w sezonie 2012/2013

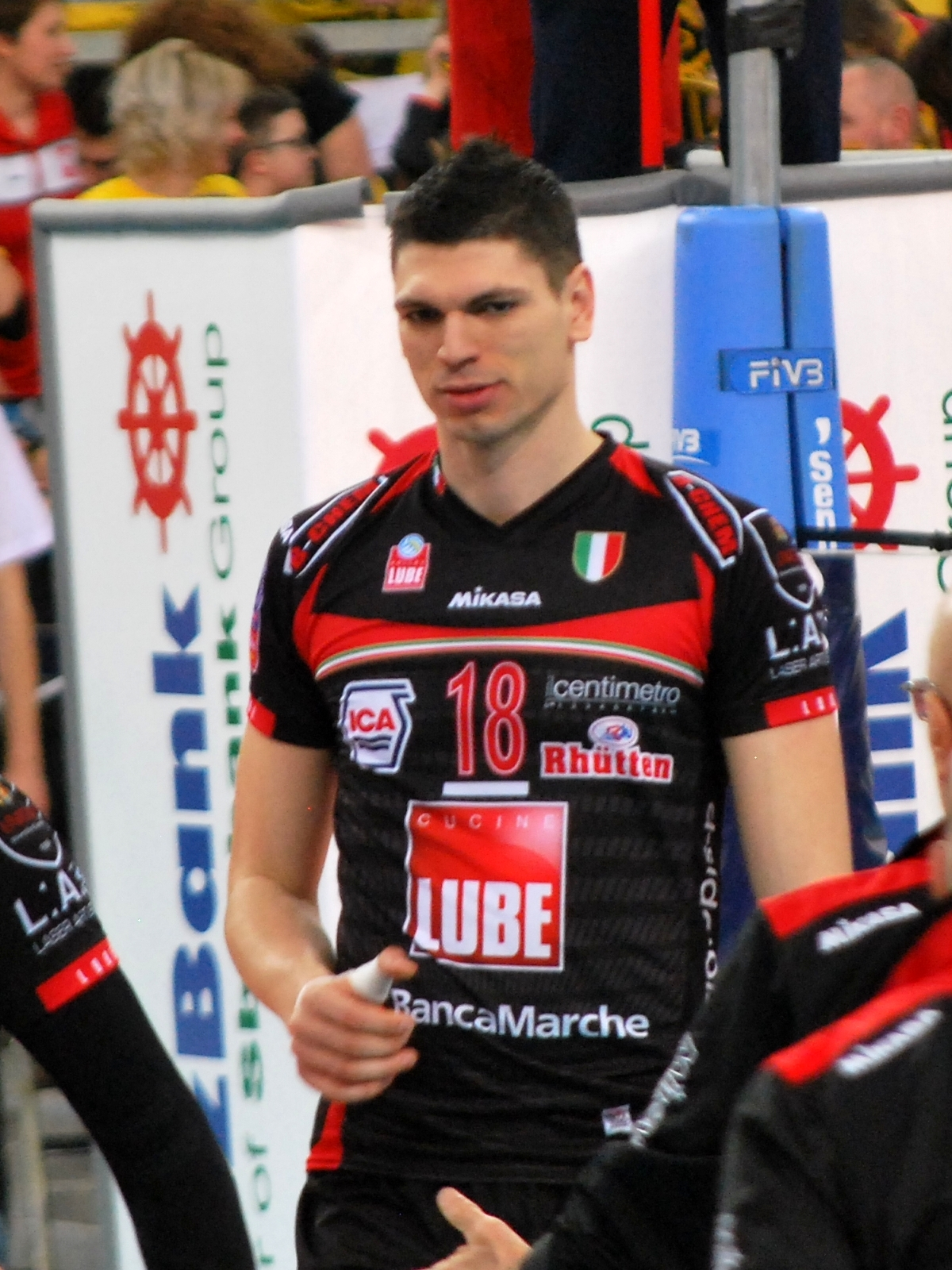
Marko Podraščanin zawodnikiem Cucine Lube Banca Marche Macerata w sezonie 2014/2015

Marko Podraščanin (cyryl. Марко Подрашчанин, wym. [markɔ pɔdraʃt͡ʃanin]; ur. 29 sierpnia 1987 w Nowym Sadzie) – serbski siatkarz, reprezentant kraju, grający na pozycji środkowego. 
W 2007 roku wraz z reprezentacją Serbii zdobył brązowy medal na mistrzostwach Europy, rozgrywanych w Rosji.
Na mistrzostwach świata w 2010 roku we Włoszech zdobył brązowy medal.
W 2011 roku w Austrii i Czechach zdobył mistrzostwo Europy, a na zakończenie turnieju został wybrany najlepiej blokującym siatkarzem.
Na początku lutego 2022 roku otrzymał obywatelstwo włoskie.
W maju 2024 roku poinformował, że zakończy karierę reprezentacyjną w kadrze Serbii w 2024 roku.

## Sukcesy klubowe
Liga serbsko-czarnogórska:
- 2006

Puchar Serbii:
- 2007

Liga serbska:
- 2007

Superpuchar Włoch:
- 2008, 2012, 2014, 2017, 2019, 2021

Puchar Włoch:
- 2009, 2018, 2019, 2025[7]

Liga włoska:
- 2012, 2014, 2018, 2023[8]
- 2019, 2025[9]
- 2009, 2011, 2013, 2017

Puchar Challenge:
- 2011
- 2025[10]

Liga Mistrzów:
- 2024[11]
- 2017, 2021, 2022
- 2016, 2018

Klubowe Mistrzostwa Świata:
- 2022[12]
- 2021

## Sukcesy reprezentacyjne
Mistrzostwa Europy:
- 2011, 2019
- 2007, 2013, 2017

Liga Światowa:
- 2016
- 2008, 2009, 2015
- 2010

Mistrzostwa świata:
- 2010

Memoriał Huberta Jerzego Wagnera:
- 2016
- 2019

## Nagrody indywidualne
- 2008: Najlepszy blokujący Ligi Światowej
- 2011: Najlepszy blokujący Mistrzostw Europy
- 2017: Najlepszy środkowy Ligi Mistrzów
- 2018: Najlepszy środkowy Ligi Mistrzów
- 2021: Najlepszy środkowy Mistrzostw Europy
- 2022: Najlepszy środkowy Klubowych Mistrzostw Świata
- 2023: Najlepszy siatkarz 2023 roku w Serbii[13]